# Ново-Самарские колонии
Новосамарское — колония немецких меннонитов в Оренбургской области России. 

## История
Новосамарское основано немецкими меннонитами в 1891—92, которые пришли из Молочанского меннонитского округа с побережья Азовского моря. 
Изначально были основаны двенадцать селений: 
Каменец, 
Плешаново, 
Красиково, 
Калтан, 
Луговск, 
Подольск, 
Донской, 
Долинск, 
Юговка, 
Клинок, 
Кутерля, 
Богомазово. 
Около 500 семей, в общей сложности 2600 человек составила первоначального поселения. 
Позже появились ещё три деревни: 
Анненское, 
Владимировка 
и Ишалка. 
В 1950-х 
Анненское, 
Каменец и 
Владимировка были упразднены.
Несмотря на первоначальные экономические трудности, колонии процветали к началу Первой мировой войны. 
К 1917 году насчитывалось 14 деревень и девять поместий с общей сложности 32,600 тыс. гектаров, с населением 3670 человек. 
В  1901 году Луговке построили  церковь, которая сейчас используется в качестве государственных административных структур.
Авраам Мартенс был пресвитером. 
Менонитская община была образована в 1891 году в Плешаново, в 1905 году она насчитывала 1034 крещеных членов и 2689 некрещеных.
Возглавлял общину Дэниель Бошман.
К 1990 году насчитывалось 7434 жителя немецкого происхождения.
К концу 1990-х почти все эти немцы переехали в Германию.
Сегодня почти никто из потомков немецких менонитов не живет в этих сёлах.